# Сысуево
Сысуево — деревня в составе Докукинского сельсовета Воскресенского района Нижегородской области.
Располагается на правом берегу реки Ветлуги.

## Население
| 1999 | 2002 | 2010 |
| ---- | ---- | ---- |
| 157  | ↘155 | ↘95  |